# Touchez pas au grisbi
Touchez pas au grisbi ( [tu.ʃe pɑ o ɡʁiz.bi], em Portugal O Último Golpe, no Brasil Grisbi, Ouro Maldito, literalmente "Não encosta na grana") é um filme franco-italiano de 1954. O filme foi dirigido por Jacques Becker que também escreu o roteiro em parceria com Maurice Griffe e Albert Simonin, baseado no romance éponimo de Simonin. O filme estrela Jean Gabin, Jeanne Moreau, Lino Ventura, Dora Doll, Delia Scala, René Dary e Marilyn Buferd. Foi exibido em competição no Festival de Veneza de 1954.
Touchez pas au grisbi é o primeiro filme da trilogia de Max le Menteur; seguido por Le cave se rebiffe e Les tontons flingueurs.

## Sinopse
Max é um velho gangster Parisiense, popular com as mulheres e respeitado entre criminosos por sua decência.
Pronto para se aposentar, Max e seu parceiro Ritton cometem um último grande roubo que deixará Max com a vida feita. Porém antes que Max consiga se livrar da ouro que roubaram, Ritton é feito refém por uma gangue rival. Essa gangue é comandada por Angelo que foi alertado pela amante de Ritton, Josy, a respeito do ouro.
Max deverá escolher entre a lealdade ao seu amigo ou ao dinheiro, sujando suas mãos uma última vez antes de se retirar do mundo do crime.

## Elenco
- Jean Gabin: Max
- Marilyn Buferd: Betty
- René Dary: Riton
- Lino Ventura: Angelo
- Jeanne Moreau: Josy
- Dora Doll: Lola
- Paul Frankeur  Pierrot
- Lucilla Solivani: Nana
- Paul Œttly: Oscar
- Delia Scala: Huguette

## Recepção
O filme foi um sucesso em sua estreia, atingindo a quarta maior bilheteria na França em 1954.
Touchez pas au grisbi possui uma aprovação de 100% no Rotten Tomatoes com base em 23 , com uma média ponderada de 8.33 / 10. Foi colocado por Roger Ebert em sua lista "Great Movies".